# Porto Seco de Foz do Iguaçu
O Porto Seco de Foz do Iguaçu é um porto seco localizado na fronteira do Brasil e do Paraguai, na cidade de Foz do Iguaçu, no oeste do Paraná. Foi, em 2020, o maior porto seco da América Latina.